# Ernst Nathorst-Böös (entreprenör)
Ernst Nathorst-Böös, född 14 oktober 1960 i Oscars församling, i Stockholm,  är en svensk entreprenör och företagsledare. Han grundade bland annat Propellerhead Software AB (numera Reason Studios AB) tillsammans med Marcus Zetterquist och Peter Jubel. År 2025 arbetar han som coach och terapeut, men han har även ett förflutet som musiker, kompositör, musikproducent och röstkonstnär.

## Biografi
Ernst Nathorst-Böös är son till advokaten Ernst Nathorst-Böös och skådespelaren Barbro Hiort af Ornäs. 
Efter avklarad studentexamen på Norra Latin 1977 arbetade Ernst Nathorst-Böös en tid i fotoaffär, men erbjöds 1980 en anställning hos Greg Fitzpatrick, som då hade agenturen för Oberheim, Linn, E-mu, Sequential Circuits, Simmons, Clavia, Steinberg med flera. Där var han ansvarig för import och försäljning av de varumärken företaget representerade i Sverige.
Nathorst-Böös skrev också om teknik för Musikermagasinet och tidningen Slitz som gav ut av Saxon & Lindströms förlag. När Saxonförlaget gick i konkurs 1987 fick Ernst statlig garantilön och kunde med hjälp av de pengarna starta sitt eget företag Synkron Musik & Datorer AB. Till en början skrev företaget i huvudsak teknisk dokumentation, först åt Steinberg och senare även åt sina svenska kollegor Clavia DMI. För Steinberg handlade det om deras inspelningsmjukvara Pro 24 v.3, det som senare blev Steinberg Cubase.
År 1994 grundade Ernst Propellerhead Software (nuvarande Reason Studios) tillsammans med Marcus Zetterquist. Snart anslöt sig även Peter Jubel till företaget. Företaget specialiserade sig på programvara för att musikskapande, t.ex. mjukvarusyntar. Företagets första stora kommersiella framgång kom med mjukvarusynten Rebirth som emulerar Roland TB-303, TR-808 och TR-909, klassiska instrument inom elektronisk musik. Senare utvecklade man musikproduktionsprogrammet Reason. I programmet Musikmagasinet i Sveriges Radio P2 beskrevs Nathorst-Böös 2014 som "något av en syntarnas Ingvar Kamprad". Som mest hade företaget närmare ett 50-tal anställda. År 2017 sålde grundarna majoriteten av aktierna till riskkapitalbolaget Verdane för en okänd summa och två år senare avgick Nathorst-Böös som vd för företaget. 
Sedan 2019 arbetar Ernst Nathorst-Böös som coach, ledarskapsutvecklare och terapeut i eget företag.

## Musik
Ernst Nathorst-Böös har medverkat i flera musikgrupper som släppt plattor, men han har även givit ut musik på egen hand. Under tiden på Fitzpatrick IG gjorde han många syntprogrammeringsjobb med diverse kända svenska artister, alltifrån Vikingarna till Imperiet. Han har även gjort en hel del beställningsmusik för reklam och liknande. Där var TV4 en återkommande kund.
Med gruppen Glas släpptes Speciella Undantag och Kamouflage 1983, på skivbolaget HW Election. 
Med gruppen Pushtwangers släpptes flera plattor där Ernst bland annat agerar producent. På plattan Headquarter Blues (utgiven av Steinberg) finns låten In the Manual med Ernst Nathorst-Böös & Ludwig Carlsson.
Dessutom finns EP:n Omsider som Ernst gav ut 2019 under artistnamnet Helfrid.